# Sloveniens håndboldforbund
Sloveniens håndboldforbund er det slovenske håndboldforbund. Forbundets hovedkvarter ligger i Ljubljana. Forbundet er medlem af det europæiske håndboldforbund, European Handball Federation (EHF) og det internationale håndboldforbund, International Handball Federation (IHF). Forbundet har ansvaret for herrelandsholdet og damelandsholdet, samt ungdomslandsholdene, ligaerne og andre nationale, kommunale turneringer.